# おばけのおやつ
『おばけのおやつ』は、押切蓮介の漫画短編集。太田出版発行。

## 概要
収録作品の8割が描き下ろしで構成されているほか、単行本未収録となっていた『ピコピコ少年』初期読切2話が収録されている。押切によると「描きたくても、多分紙面で載せてくれない様な漫画ばかり。描き下ろしとして公の場で公開できるというのならばと楽しく描きました」とのことで全体的に混沌とした押切節全開の一冊に仕上がっている。

## 作品リスト
- 一体何故!校長が私を襲う!! - 描き下ろし
- 東京トワイライトゾーン - 描き下ろし
- ギガナイフ
- 遠隔
- 密室オバケ- 未発表作品
- やめろ!サルをいじめるな! - 描き下ろし
- ピコピコ少年
- Beautiful - 描き下ろし
- 霊に会いたくて - 描き下ろし

## 単行本
- 2007年7月発行 ISBN 978-4778320416